# 輪廻 (X-ファイルのエピソード)
「輪廻」（原題:Born Again）は『X-ファイル』のシーズン1第22話で、1994年4月29日にFOXが初めて放送した。

## スタッフ
- 監督：ジェロルド・フリードマン
- 脚本：アレックス・ガンサ、ハワード・ゴードン

## キャスト

### レギュラー
- デイヴィッド・ドゥカヴニー - フォックス・モルダー特別捜査官
- ジリアン・アンダーソン - ダナ・スカリー特別捜査官

### ゲスト
- ブライアン・マーキンソン - トニー・フィオレ
- ミミ・リーバー - アニータ・フィオレ
- マギー・ウィーラー - シャロン・ラザード刑事
- アンドレア・リブマン - ミシェル・ビショップ
- デイ・ヤング - ジュディ・ビショップ
- レスリー・カールソン - スピッツ博士
- P・リン・ジョンソン - シーラ・ブラウン博士
- ドワイト・コス - バルバラ刑事

## ストーリー
ニューヨーク州バッファロー。シャロン刑事はミシェル・ビショップという女の子が一人で路地の塀に座っているのを見付ける。シャロンはミシェルを警察署に連れて行き、そこにいたバルバラ刑事にミシェルの話し相手を頼んだ。その数分後、バルバラは窓から転落して死んでしまった。
シャロンはモルダーとスカリーに協力を要請した。ミシェルはバルバラを襲った男の顔を覚えているという。しかし、シャロンはバルバラが窓から転落したとき、部屋にはミシェルしかいなかったと2人に言う。ともかく、2人はミシェルの証言を頼りに犯人のモンタージュ写真を作った。その作業の最中、コンピュータが誤作動を起こした。その誤作動によってできた写真を見たミシェルはそれが犯人の顔だったと言った。モンタージュ写真は、9年前にギャングに殺されたはずのチャールズ・モリス刑事の顔と一致した。2人はミシェルを治療する精神科医、ブラウン博士の元を訪れた。ブラウン博士は「私は治療の一環としてミシェルと人形遊びをしているのだが、ミシェルはいつも右目と左腕を傷つけてしまう。母親の虐待を疑ったが、そうではなかった。」と2人に言う。モルダーはモリスの死体も右目をくり抜かれ、左腕を切断されていたことを思い出す。
モルダーとスカリーはバルバラの相棒であったトニー・フィオレの元を訪ねた。フィオレによると、モリスの死は当時2人が捜査に当たっていた中国系マフィアの犯行によるものだった。翌日、フィオレはレオン・フェルダーの元を訪れる。2人は銀行に預けてある多額の現金をどうするかで口論になった。また、すでに死んだ2人の取り分をどう分配するかでも折り合いはつかなかった。その夜、フェルダーがバスを降りようとしたとき、身に着けていたスカーフがドアに挟まってしまった。運転手はそれに気が付かないままバスを発車させた。フェルダーの叫び声を聞いた運転者は慌ててブレーキをかけようとしたが、なぜかブレーキが利かなかった。ようやくバスが止まったときには、フェルダーは窒息死してしまっていた。ミシェルはその様子をバスの中で見つめる。
捜査を続けていたモルダーとスカリーはフィオレ、バルバラ、フェルダー、モリスの4人が合同で捜査に当たっていたことがあることを知る。そこで、2人はもう一度フィオレの元を訪れる。2人はフィオレの妻アニータに出迎えられ、昨夜から夫と連絡が取れない状態にあるのだという。その後、2人は警察署に戻りモリスの事件についての調査を進めた。その過程で、モリスの検視結果の1頁が抜き取られていることが判明する。そのファイルを最後に閲覧したのはフィオレだった。
ミシェルは催眠療法を受けることになった。年齢を聞かれたとき、ミシェルは24歳だと言った。その直後、ミシェルはパニックに陥り叫び始めた。ミシェルは誰かが自分を殺そうとしていると叫んだため、治療は中止された。モルダーがその際に録画されたビデオを見て、ミシェルがモリスの生まれ変わりであると確信した。ミシェルが母親の胎内にいたのは、ちょうどモリスが殺された時期である。また、ミシェルが叫び始めるほんの少し前の映像に、ノイズが記録されていた。モルダーはその部分の解析を専門家に依頼した。ノイズの部分をクリアにすると、その部分にはフィオレの家にある熱帯魚の水槽の上に置かれていたフィギュアが映っていたことが判明する。その頃、スカリーはモリスの死体の解剖記録から抜き取られたページを解剖担当医から入手した。そのページには、モリスの死因が海水を吸い込んだことによる溺死であったことが書かれていた。モルダーとスカリーはモリスがフィオレの自宅にある熱帯魚の水槽で殺されたことを知るのだった。
フィオレの家に駆け付けたモルダーとスカリーは、ミシェルがテレキネシスでフィオレを殺そうとしているのを見る。2人はそれを止めにかかるが、フィオレは「自分、フェルダー、バルバラの3人が多額の金を盗み出した。モリスはそれを知り、俺たちを脅迫してきたんだ。俺はちょっと怖がらせるつもりだったが、残りの2人がモリスを殺してしまった。俺はモリスを殺すつもりはなかったんだ。」と白状する。なおも殺しにかかるミシェルだったが、アニータの懇願により断念した。
フィオレはモリス殺害に加担したことと金を盗み出したことを自白した。一方、ミシェルは以前のような暗さが無くなり元気な女の子になっていた。モルダーはミシェルを再度催眠療法にかけようとしたが母親に拒絶された。そのため、モルダーは今回の事件を「説明不能」と結論付けざるを得なかった。

## 製作
製作総指揮を務めたR・W・グッドウィンは「バーバラ刑事が窓から放り投げられる冒頭のシーンが撮影された部屋の窓のうち一枚は、スタント用の飴ガラスがはめられていた。その飴ガラスがどんな割れ方をするのかを確かめる実験の際に、飴ガラスが割れた途端、隣の本物の窓ガラスまで割れてしまった。」と当時を回想している。本エピソードでキーグリップを務めたオル・キャンベルは「バーバラの飼っていた犬が死体に駆け寄るシーンがあったのは、隣の窓ガラスまで割れてしまったことを誤魔化すためのシーンだった」と述べている。
なお、シャロン・ラザード刑事を演じたマギー・ウィーラーはデヴィッド・ドゥカヴニーの当時の恋人であった。

## 評価
1994年4月29日、FOXは本エピソードを初めてアメリカで放映し、1370万人（770万世帯）が視聴した。
『エンターテインメント・ウィークリー』は本エピソードにB-評価を下し、「アンドレア・リブマンの演技は感動的である。」「人を引き付ける作品ではあるが、ただそれだけある。」と述べている。『A.V.クラブ』のザック・ハンドルンは「「輪廻」は同じくシーズン1で放送された「影」や「イヴ」とそのプロットが酷似している。」「ビデオ画像に映った霊の画像はよかった。説明し得ない超常現象と科学の見事なコンビネーションだった。」と述べている。『デン・オブ・ギーク』のマット・ハイは本エピソードを好意的に評価しており、「影」と本エピソードを比較しつつも、本エピソードの方が優れていると結論付けている。また、リブマンの演技も称賛している。
本エピソードは製作スタッフからも批判されている。ハワード・ゴードンは本エピソードの出来に満足しておらず、「「輪廻」みたいな内容の話は同時期に放送されていた他の番組でもやっていた。」「警官が目立ち過ぎているように思える。」「どの面をとっても、とてもいい出来の仕事だとは言えない。」と述べている。ドゥカヴニーも「「輪廻」は本当に嫌なエピソードだよ。」と述べている。クリス・カーターも「「輪廻」は気に入っていない。」「演出の出来があまり良くない。しかし、「輪廻」は現実世界に迫ったエピソードである。その点は高く評価している。」と述べている。